# جوان (جاندار)

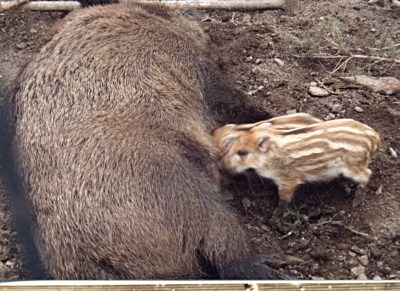
گراز نوجوانی که از یک ماده بالغ شیر می‌خورد. در اینجا، رنگآمیزی نوجوانان به عنوان نوعی استتار عمل می‌کند.

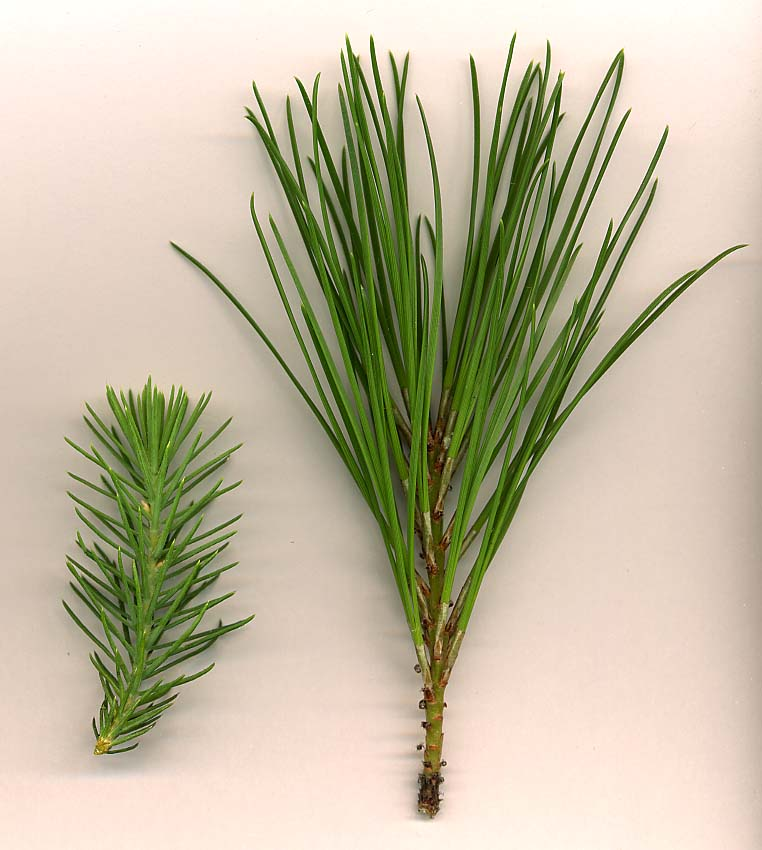
برگهای جوان (چپ) و بالغ (راست) کاج سنگی

جوان یا نوجوان (به انگلیسی: Juvenile) یک ارگانیسم فردی است که هنوز به شکل بزرگسال، بلوغ جنسی یا اندازه طبیعی خود نرسیده‌است. جوانان می‌توانند بسیار متفاوت از فرم بزرگسالان به نظر برسند، به خصوص در رنگ و ممکن است مانند فرم بزرگسالان پر نشوند. در بسیاری از جانداران، جوجه جوان نامی متفاوت از بالغ دارد (به فهرست نام‌های جانوران مراجعه کنید).
برخی از جانداران در یک دگردیسی کوتاه به بلوغ جنسی می‌رسند، مانند شفیره در بسیاری از حشرات. برای دیگران، گذار از نوجوانی به بلوغ کامل فرایند طولانی‌تری است - برای مثال، بلوغ در انسان. در چنین مواردی، نوجوانان در طول این دگرگونی، گاهی نیمه‌بالغ (Subadult) نامیده می‌شوند.
بسیاری از بی‌مهرگان با رسیدن به مرحله بالغ، کاملاً بالغ هستند و رشد و نمو آنها متوقف می‌شود. نوجوانان آنها لارو یا پوره هستند.
در مهره‌داران و برخی بی‌مهرگان (مثلا عنکبوت‌ها)، اشکال لاروی (مثلا نوزاد قورباغه) معمولاً به عنوان یک مرحله رشدی در نظر گرفته می‌شود، و «جوان» به مرحله پس از لاروی اشاره دارد که به‌طور کامل رشد نکرده و از نظر جنسی بالغ نشده‌است. در آمنیوت‌ها، رویان نشان‌دهندهٔ مرحلهٔ لاروی است. در اینجا، «جوان» فردی است در فاصله زمانی بین جوجه‌ریزی / تولد / جوانه زدن و رسیدن به بلوغ باشد.

## نمونه‌ها
- برای نوجوان لاروی جانوران، به لارو را ببیینید.
- پرندگان یا خفاش‌های نوجوان را می‌توان جوجه پروازی نامید.
- برای مراحل زندگی نوجوان در انسان، کودکی و نوجوانی را ببینید، دوره‌ای میانی بین آغاز بلوغ و بزرگسالی کامل جسمی، روانی و اجتماعی.